# この涙を知らない
「この涙を知らない」（このなみだをしらない）は、片平里菜の6枚目のシングルである。2016年1月13日にポニーキャニオンから発売された。

## 解説
前作「誰にだってシンデレラストーリー」から約5ヶ月ぶりのリリースとなるシングル。完全数量限定生産となっており、スペシャル紙ジャケットが採用されている。
表題曲は失恋を題材にしたスローナンバー。片平はこの曲について、メジャーデビュー前、映画「阪急電車」を鑑賞した際にインスパイアされて制作したもので、2ndアルバム「最高の仕打ち」のリリースを前に世に広く刺さる曲を出したいと思いシングル化したと語っている。この曲はテレビ神奈川の音楽番組「saku saku」と、福島テレビのローカル音楽番組「福歌丸」のエンディングテーマとして起用された。
カップリング曲は東日本大震災発生時に南相馬市へ単身赴任をしていた片平の父をイメージしつつ制作したもので、映画「かぐらめ」の主題歌に起用されている。
表題曲のMVが制作されており、ファッション雑誌Zipperが片平の衣装をプロデュースしている。

## 収録曲
1. この涙を知らない （5:30）
  - 作詞・作曲：片平里菜 / 編曲：島田昌典
  - テレビ神奈川「saku saku」エンディングテーマ、福島テレビ「福歌丸」エンディングテーマ
2. 姿 （5:07）
  - 作詞・作曲：片平里菜 / 編曲：コトリンゴ
  - 映画「かぐらめ」主題歌